# Rahavavy
Rahavavy là một chi nhện trong họ Phyxelididae.

## Các loài
- Rahavavy fanivelona (Griswold, 1990)
- Rahavavy ida Griswold, Wood & Carmichael, 2012
- Rahavavy malagasyana (Griswold, 1990)